# De rattentaxi nemen
De rattentaxi nemen is een gezegde voor het verlaten van een feestje zonder de aanwezigen gedag te zeggen. Een andere benaming voor dit gedrag is "een Houdini doen" (naar de boeienkoning). In het Vlaams wordt dit ook wel "er vanonder muizen" genoemd.

## Sociaal aspect
De etiquette schrijft eigenlijk voor, dat bij vertrek, er afscheid van de andere aanwezigen genomen wordt, echter er zijn meerdere redenen om 'de rattentaxi te nemen', bijvoorbeeld als men te dronken is, of simpelweg omdat het onpraktisch is.

## In andere talen
Het Nederlands is een van de weinige talen waarbij niet naar andere landen verwezen wordt; zo wordt in het Engels een dergelijke exit als "Irish goodbye" of "French leave" betiteld, in de meeste andere talen wordt juist weer naar de Engelsen verwezen:
- Tsjechisch: zmizet po anglicku ("Op z'n Engels vertrekken")
- Frans: filer à l'anglaise (zoals bovenstaand)
- Hongaars: angolosan távozni (zoals bovenstaand)
- Italiaans: andarsene all'inglese (zoals bovenstaand)
- Pools: wyjść po angielsku (zoals bovenstaand)
- Roemeens: a o sterge englezeste (zoals bovenstaand)
- Oekraïens: піти по-англійськи (pity po-anhliysʹky, zoals bovenstaand)
- Russisch: уйти по-английски (uyti po-angliyski), zoals bovenstaand)

De Portugezen en Spanjaarden nemen daarentegen op z'n Frans afscheid bij een dergelijk vertrek:
- Portugees: saída à francesa
- Spaans:  despedida a la francesa

In het Duitse spraakgebied hangt het een beetje af van de omgeving; sich (auf) französisch empfehlen komt voor, maar in het noordoosten van Duitsland heeft men het over einen polnischen Abgang machen, en in het noordwesten heeft men het over holländisch abfahren.